# Shishapangma
Die Shishapangma (offiziell Xixabangma; chinesisch Xīxiàbāngmǎ Fēng 希夏幫馬峰) ist mit einer Höhe von 8027 m der niedrigste der Achttausender und gleichzeitig der vierzehnthöchste Berg der Erde.

## Name
Der tibetische Name shi sha sbang ma bedeutet „der Bereich oberhalb der grasbewachsenen Ebene“ und beschreibt genau die Ansicht, die sich dem Betrachter bei der Anfahrt aus dem Norden bietet.
Ursprünglich wurde für die Shishapangma der indische Name Gosainthan (Nepali गोसाईंथान Gosāiṃthān) verwendet, der so viel bedeutet wie „Platz der Heiligen“.

## Lage
Die Shishapangma liegt im Jugal Himal (Himalaya) 5 km östlich der chinesisch-nepalesischen Grenze und ist somit der einzige Achttausender, der vollständig auf chinesischem Territorium (im Autonomen Gebiet Tibet) liegt. Ihr Gipfel liegt ungefähr in der Mitte (90 km Luftlinie) zwischen Kathmandu und dem Fluss Tsangpo.

## Alpinismus
Die Österreicher Heinrich Harrer und Peter Aufschnaiter skizzierten auf ihrer Flucht von Indien nach Lhasa 1945/46 die Shishapangma-Gruppe oberflächlich von Norden. Die ersten Fotos machte der Schweizer Toni Hagen 1952.

### Erstbesteigung
| Tibetische Bezeichnung                            |
| ------------------------------------------------- |
| Tibetische Schrift: ཤི་ཤ་སྦང་མ                      |
| Wylie-Transliteration: shi sha sbang ma           |
| Aussprache in IPA: [ɕiɕapaŋma]                    |
| Offizielle Transkription der VRCh: Xixabangma     |
| THDL-Transkription: Shishabangma                  |
| Andere Schreibweisen: Shisha Pangma, Shishapangma |
| Chinesische Bezeichnung                           |
| Traditionell: 希夏邦馬峰                          |
| Vereinfacht: 希夏邦马峰                           |
| Pinyin:Xīxiàbāngmǎ Fēng                           |

Am 2. Mai 1964 setzten die zehn Bergsteiger Xǔ Jìng 许竞, Zhāng Jùnyán 张俊岩, Wáng Fùzhōu 王富洲, Wū Zōngyuè 邬宗岳, Chén Sān 陈三, Soinam Dorjê (Suǒnán Duōjí) 索南多吉, Chéng Tiānliàng 程天亮, Migmar Zhaxi (Mǐmǎ Zháxī) 米马扎西, Dorjê (Duōjí) 多吉 und Yún Dēng 云登 im Rahmen einer Expedition, die 195 Teilnehmer aus China umfasste, den Fuß auf den letzten bis dahin unbestiegenen Achttausender.
Der Leiter der Expedition Xǔ Jìng 许竞, der „Meister des Bergsteigens“, war schon stellvertretender Leiter bei der Everest-Besteigung 1960 gewesen. Vertreten wurde er durch den ein Jahr jüngeren Zhāng Jùnyán 张俊岩, der am Mount Everest 1960 für den Lageraufbau und den Materialtransport verantwortlich gewesen war.
Am 18. April 1964 schlug das Team sein Basislager auf etwa 5000 m Höhe auf. Die Wetterbedingungen waren bei etwa −20 °C Lufttemperatur miserabel. Mit dem Umfang der Expedition war die Gruppe die bis dahin größte in der Geschichte des Himalaya-Bergsteigens. Etwa 19 Tonnen Gepäck mussten für die große Gruppe aus Bergsteigern, Glaziologen, Geologen, Meteorologen, Kartographen und Höhenphysiologen ausreichen. Das Zeltlager war ein strenger, rechteckiger Bau aus grünen 20-Mann-Zelten mit einem großen Filzzelt, das allen Teilnehmern gleichzeitig Platz bot und in dem Filmvorführungen und Versammlungen stattfanden. In kleineren Zelten waren Küche, Kantine, Radiostation, Hospital und Wetterstation untergebracht. Das ganze Camp war außerdem mit elektrischem Strom ausgestattet.
Für ausländische Bergsteiger wurde die Shishapangma erst 1978 geöffnet. Er gilt unter den Achttausendern als relativ einfach zu besteigen.

### Routen und Besteigungen
Der Normalweg ist der Weg der Erstbesteiger von Norden. Er quert unterhalb des Mittelgipfels auf den Westgrat hin zum Hauptgipfel (8027 m). Ebenfalls möglich ist der Aufstieg zum Mittelgipfel (8008 m ⊙), von wo aus der Hauptgipfel über einen ausgesetzten Grat erreicht werden kann. Da der Mittelgipfel einfacher zu besteigen ist, wählen kommerzielle Expeditionen ihn meist als erstes Ziel aus, mit der Option, den Hauptgipfel bei guten Verhältnissen über den Grat erreichen zu können. Weitere Routen an der Nordseite queren sie meist zum Ostgrat hin und führen dann über ihn zum Hauptgipfel.
Die Besteigung über die Südseite (Südwestwand) ist schwieriger, da sie steiler ist. Erstmals konnte die Wand im Jahr 1982 von Doug Scott, Roger Baxter-Jones und Alex McIntyre durchstiegen werden. Mittlerweile gibt es drei weitere Routen durch die Südwestwand sowie eine über den Südostgrat.
Der Mittelgipfel wurde mittlerweile mehr als 750 Mal bestiegen, wobei nur bei etwa 50 Besteigungen die Traverse zum Hauptgipfel geschafft wurde. Beim Hauptgipfel wurden hingegen noch keine 300 Besteigungen gezählt. Der Westgipfel (7966 m ⊙) wurde erstmals im Jahr 1987 von Jerzy Kukuczka und Artur Hajzer während der Begehung des kompletten Westgrats bestiegen.
Jean-Christophe Lafaille schaffte die erste Winterbesteigung am 11. Dezember 2004. Die erste Winterbesteigung im kalendarischen Winter gelang den Bergsteigern Simone Moro und Piotr Morawski am 15. Januar 2005.
Die erste Süd-Nord-Überschreitung des Hauptgipfels führten Ralf Dujmovits, Gerlinde Kaltenbrunner und Hirotaka Takeuchi im Jahr 2005 durch.
Im April 2011 gelang Ueli Steck nach eigenen Angaben eine Solo-Durchsteigung der 2000 m hohen Südwestwand in nur 10 Stunden, allerdings gibt es keine Belege für den Gipfelerfolg.

### Todesfälle am Berg
Im Oktober 1999 starben der US-amerikanische Bergsteiger Alex Lowe und der Kameramann David Bridges bei einem Lawinenunglück, als sie die 1999 American Shishapangma Ski Expedition vorbereiteten. Sie wollten die ersten Amerikaner werden, die von einem Berg über 8000 m auf Skiern herabfuhren. Ihre Leichen wurden im Frühjahr 2016 in einem teilweise geschmolzenen Gletscher gefunden. Der Bergsteiger Conrad Anker überlebte das Unglück mit gebrochenen Rippen und einer ausgekugelten Schulter.
Am 24. September 2014 starben die Bergsteiger Sebastian Haag und Andrea Zambaldi durch ein Lawinenunglück.
Am 7. Oktober 2023 starben bei einem Lawinenabgang etwa 80 Meter unterhalb des Gipfels der Sherpa Tenjen Lama und die US-amerikanische Bergsteigerin Gina Marie Rzucidlo. Beide Verschüttete konnten zunächst nicht geborgen werden. Am selben Tag wurden auch US-Bergsteigerin Anna Gutu und ihr nepalesischer Bergführer Mingmar Sherpa in 7800 Metern Höhe von einer Lawine mitgerissen und getötet. Anna Gutu, gebürtige Ukrainerin, und Gina Marie Rzucidlo befanden sich in einem Wettstreit um den Rekord, als erste Frau aus den USA alle 14 Achttausender bestiegen zu haben. Beiden fehlte nur noch die Shishapangma. Bei der Rettungsaktion am selben Tag stürzte oberhalb von Lager drei der Nepalese Mingma G (Mingma Gyalje Sherpa) etwa 150 Meter ab und verletzte sich schwer.